# Топсель

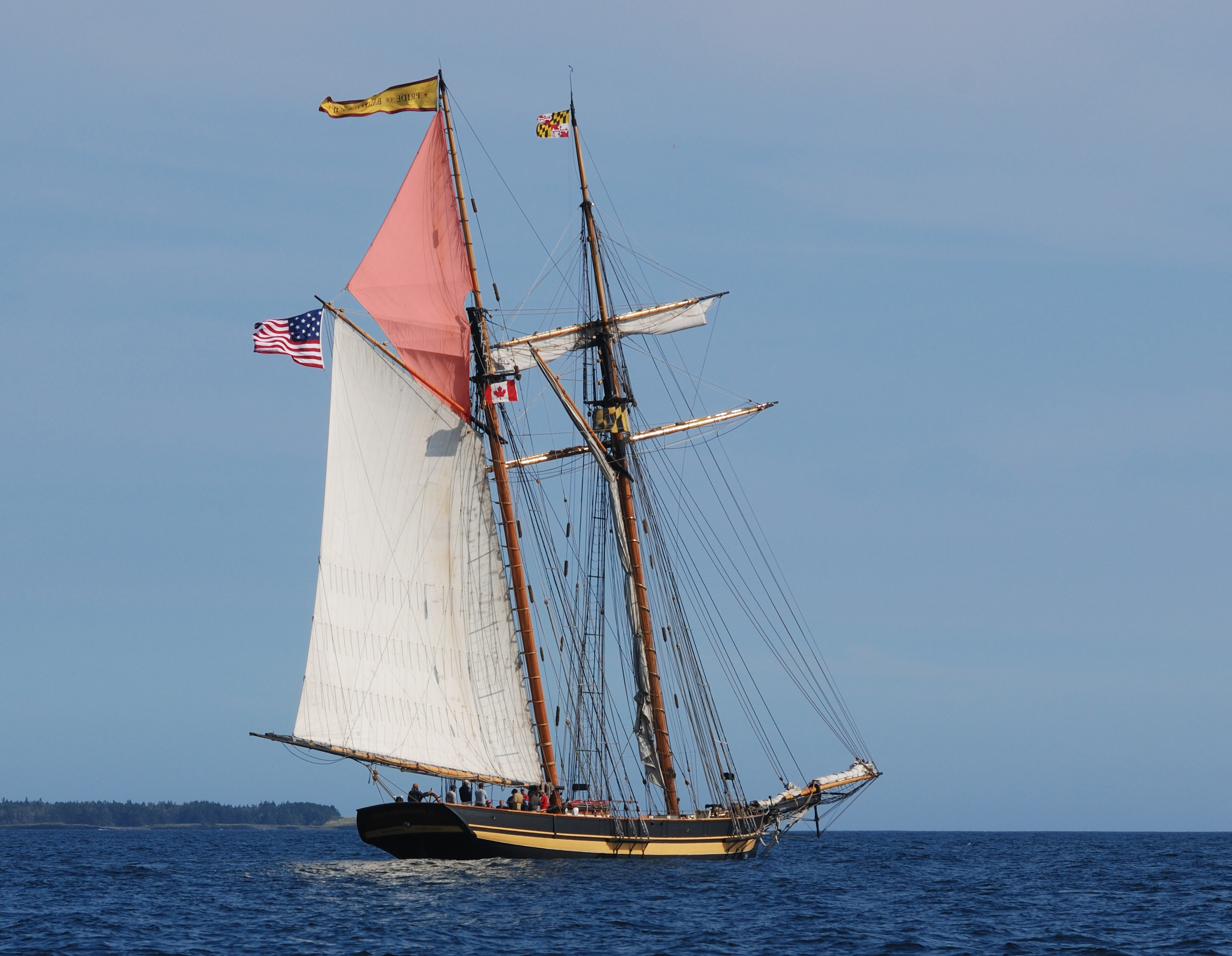
Топсель судна Pride of Baltimore (виділений червоним).

То́псель (нід. top-zeil — «верхнє вітрило») — косе трикутне або трапецієподібне додаткове вітрило, що піднімається в слабкий вітер над гафельним (гаф-топсель) або люгерним вітрилом між стеньгою і гафелем. На великих вітрильних суднах із сухою (що має замість рей гафелі) бізань-щоглою ставиться над бізанню, на малих суднах з косим озброєнням — над фоком і гротом.
Трикутний топсель підіймається на фалі за фаловий кут, трапецієподібний (люгерний) — на рейку, прикріпленому до фала за третинну стропку.
Топсель ставиться з підвітряного боку гафельного вітрила топсель-фалом, проведеним через топ стеньги на палубу. Шкот топселя проводиться через блок на ноку гафеля, потім через проміжний блок у районі його п'яти, і далі на палубу. Рейковий топсель, крім зазначених снастей, утримується біля езельгофта верхнім галсом, проведеним через обушок на топі щогли, і відтягується вниз нижнім галсом, закріпленим на качках щогли. На довгих галсах при лавіруванні топсель прибирають перед поворотом і піднімають знову з підвітру. На лавіруванні короткими галсами топсель часто залишають там, де він стоїть, і миряться з деякою втратою тяги через погіршення аеродинаміки.

## Галерея

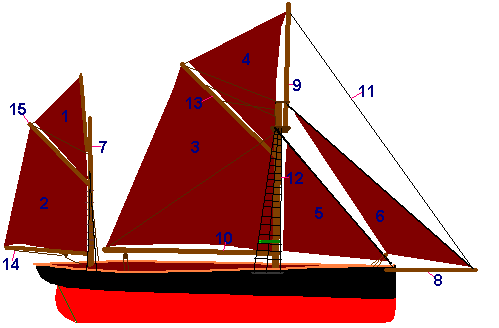
Трикутні топселі кеча (позначені цифрами 1 і 4)
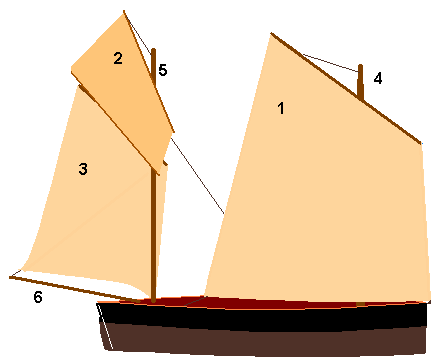
Рейковий топсель люгера (позначений цифрою 2)
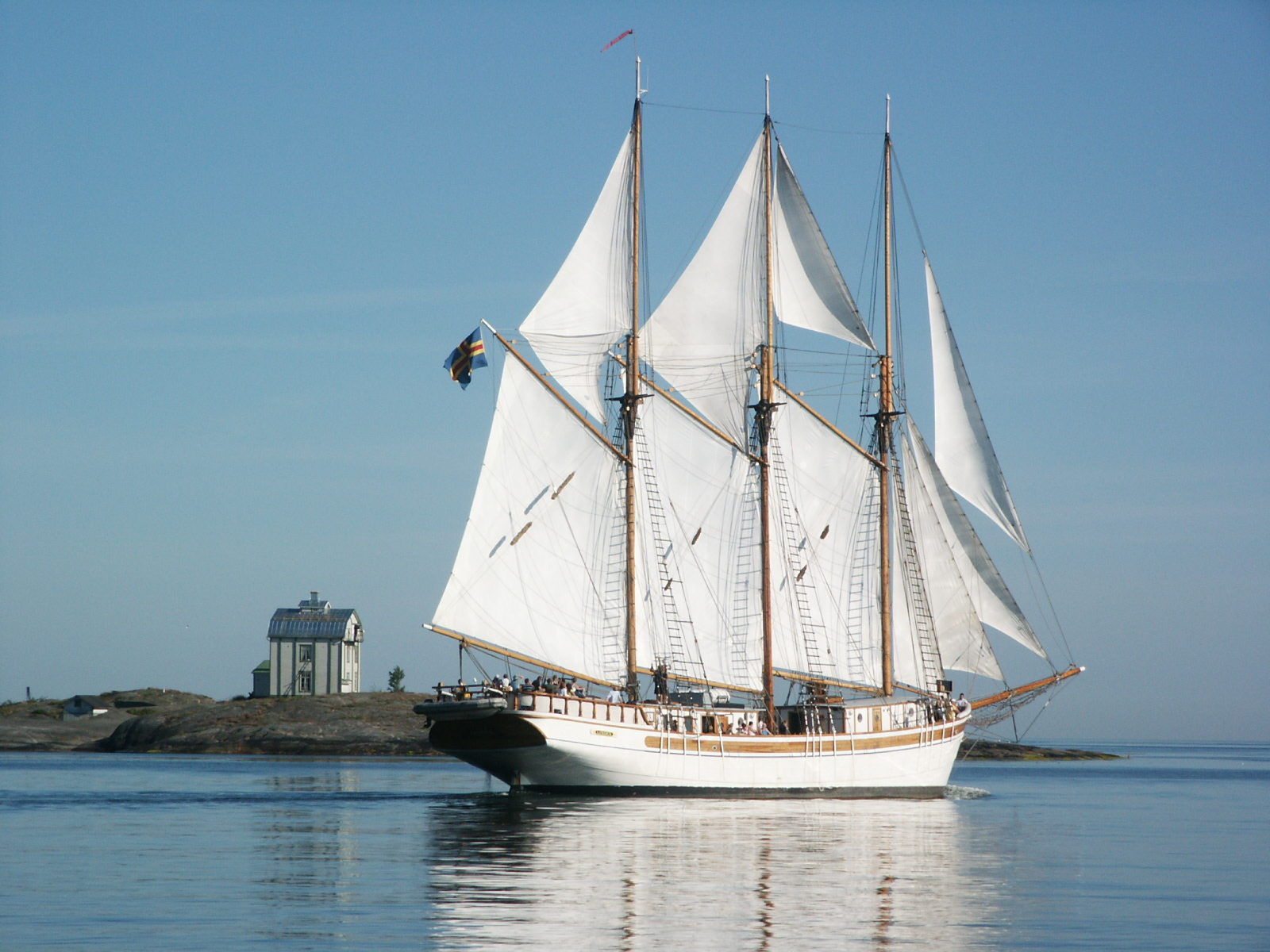
Трикутні топселі шхуни.